# الاتحاد الإسباني لمنظمات الأعمال
الاتحاد الإسباني لمنظمات الأعمال (بالإسبانية: Confederación Española de Organizaciones Empresariales) هي مؤسسة إسبانية تأسست في يونيو 1977 وتمثل مجتمع الأعمال الإسباني. وتشمل الشركات المملوكة للدولة والشركات الخاصة في جميع القطاعات. كما أنها عضو في أعمال أوروبا.

## رئاسة الاتحاد
- كارليس فيرير إصلات (1977-1984).
- خوسيه ماريا كويفاس (1984-2007).
- جيراردو دياز فيران (2007-2010).
- جوان روسيل (2010-2018).
- أنطونيو جاراميندي (2018 -).